# The Law Decides
The Law Decides è un film muto del 1916 diretto da William P.S. Earle e da Marguerite Bertsch, qui alla sua prima prova come regista. A lei si deve anche la sceneggiatura del film, una storia di genere drammatico. Prodotta dalla Vitagraph Company of America e distribuita dalla V-L-S-E, la pellicola aveva come interpreti Dorothy Kelly, Harry T. Morey, Bobby Connelly, Donald Hall, Louise Beaudet.

## Trama
Il matrimonio di John Wharton e di Florence è messo in pericolo dalle manovre della signora Wharton, il cui obbiettivo è quello di fare divorziare i due in modo che John, suo figliastro, sposi poi sua figlia Beatrice. La fortuna di John resterebbe in famiglia e quel matrimonio farebbe la felicità di Beatrice, innamorata di John. Per raggiungere il suo scopo, la signora Wharton spinge Lorenz, un ammiratore di Florence, a farsi avanti con lei: ha così modo di insinuare in John il sospetto che la moglie lo tradisca.
L'imbroglio riesce così bene che John chiede il divorzio. Florence, per mantenere un'aura di rispettabilità, dovrà accettare di fidanzarsi con Lorenz. Prima del sospirato matrimonio di Beatrice con John, tuttavia, la ragazza fugge con Lorenz e Florence scopre che sono stati i maneggi della signora Wharton a rovinarle la vita. Alla fine, Lorenz si uccide, mentre Florence e John, dopo essersi riconciliati, decidono di sposarsi per la seconda volta.

## Produzione
Il film fu prodotto dalla Vitagraph Company of America.

## Distribuzione
Il copyright del film, richiesto dalla Vitagraph, fu registrato il 19 aprile 1916 con il numero LP8121. Distribuito dalla V-L-S-E, il film uscì nelle sale cinematografiche statunitensi il 1º maggio 1916. In Svezia, conosciuto con i titoli Lagen bestämmer o Kärlekens irrvägar, fu distribuito il 26 novembre 1917.
Non si conoscono copie ancora esistenti della pellicola che viene considerata presumibilmente perduta.